# Supercoupe d'Ukraine de football 2005
La Supercoupe d'Ukraine 2005 (ukrainien : Суперкубок України з футболу 2005, transcription : Superkubok 2005) est la deuxième édition de la Supercoupe d'Ukraine, épreuve qui oppose le champion d'Ukraine au vainqueur de la Coupe d'Ukraine. Disputé le 9 juillet 2005 au Stade Tchernomorets à Odessa en Ukraine devant 30 000 spectateurs, la rencontre est remportée par le Chakhtar Donetsk aux dépens du Dynamo Kiev sur le score de 1-1 après prolongation et 4 tirs au but à 3.

## Participants
La rencontre oppose le Dynamo Kiev au Chakhtar Donetsk. Le Chakhtar se qualifie au titre de leur victoire dans le championnat d'Ukraine de football 2004-2005 en ayant pour dauphin le club de Kiev. Le Dynamo se qualifie pour la Supercoupe grâce à sa victoire en Coupe d'Ukraine de football 2004-2005, en battant notamment le Chakhtar Donestsk en finale ou le Kryvbass Kryvyï Rih en demi-finale.

## Rencontre
Le match se déroule sur un temps de quatre-vingt-dix minutes. En cas d'égalité, une séance de tirs au but a lieu sans période de prolongation préalable.
Le Chakhtar Donetsk mène par un but à zéro à la cinquième minute de jeu grâce à l'ouverture du score d'Elano. À un quart d'heure du terme de la première mi-temps, le joueur du Dynamo, Valyantsin Byalkevich égalise à un but partout. Le score reste inchangé en seconde mi-temps et une séance de tirs au but est organisée.
Le Chakhtar commence la séance et ses quatre premiers tireurs réussissent leurs tentatives. Le Dynamo convertie trois de ses quatre tirs et le score est quatre à trois pour le Chakthar à la quatrième session. La session suivante, le tireur du Chakthar, Darijo Srna, voit son tir ne pas réussir à entrer dans les cages adverses ; le Dynamo a ainsi l'occasion d'égaliser et d'obtenir la mort-subite. Maksim Shatskikh loupe également sa tentative.
Donetsk remporte la Supercoupe sur un score de quatre tirs au but à trois après cinq sessions.

## Feuille de match
| 9 juillet 2005            | Dynamo Kiev                                       | 1 - 1             | Chakhtar Donetsk                             | Stade Tchernomorets, Odessa |                      |
| Historique des rencontres | Byalkevich 32e                                    | (1 - 1)           | 5e Elano                                     | Spectateurs : 30 000        | Spectateurs : 30 000 |
| Historique des rencontres | Aliyev · Sablić · Gavrančić · Goussev · Shatskikh | Tirs au but 3 - 4 | Jádson · Raț · Timochtchouk · Stoican · Srna | Spectateurs : 30 000        | Spectateurs : 30 000 |

|  |  |

|               | Gardien de but | Oleksandr Shovkovskiy |  |     |  |
|               | D              | Serhiï Fedorov        |  |     |  |
|               | D              | Goran Sablić          |  |     |  |
|               | D              | Goran Gavrančić       |  |     |  |
|               | D              | Andriy Nesmachny      |  |     |  |
|               | M              | Yussuf Ayila          |  |     |  |
|               | M              | Rouslan Rotan         |  |     |  |
|               | M              | Oleg Goussev          |  | 77e |  |
|               | M              | Valyantsin Byalkevich |  | 68e |  |
|               | A              | Sergueï Rebrov        |  | 39e |  |
|               | A              | Maksim Shatskikh      |  |     |  |
| Remplaçants : |                |                       |  |     |  |
|               | M              | Georgi Peev           |  | 73e |  |
|               | M              | Edgaras Česnauskis    |  | 39e |  |
|               | M              | Oleksandr Aliyev      |  | 68e |  |
| Entraîneur :  |                |                       |  |     |  |
|               | Leonid Buryak  |                       |  |     |  |

|               | Gardien de but | Jan Laštůvka         |  |     |  |
|               | D              | Darijo Srna          |  |     |  |
|               | D              | Mariusz Lewandowski  |  |     |  |
|               | D              | Tomáš Hübschman      |  |     |  |
|               | D              | Igor Duljaj          |  | 79e |  |
|               | M              | Anatoly Timochtchouk |  |     |  |
|               | M              | Răzvan Raț           |  |     |  |
|               | M              | Jádson               |  |     |  |
|               | M              | Elano                |  | 59e |  |
|               | A              | Olexiy Byelik        |  |     |  |
|               | A              | Andriy Vorobey       |  | 69e |  |
| Remplaçants : |                |                      |  |     |  |
|               | D              | Flavius Stoican      |  | 79e |  |
|               | A              | Ciprian Marica       |  | 69e |  |
|               | D              | Vyacheslav Shevchuk  |  | 59e |  |
| Entraîneur :  |                |                      |  |     |  |
|               | Mircea Lucescu |                      |  |     |  |